# Математичка економија
Математичка економија је посебан приступ у економској анализи, који се уместо речима, изражава математичким симболима, уместо реченица радије користи једначине, а логични закључаци се изводи помоћу математичких теорема. Предност математичке економије у односу на експлицитну економију, састоји се у коришћењу концизнијег и прецизнијег језика, уз употребу свих постојећих математичких метода, што искључује могућност доношења нежељених или имплицитних закључка, а пружа могућност уопштавања на случај n-променљивих. Као недостатак овог приступа економске анализе, може се уврстити чињеница да је математика апстрактна, а не реална наука. Међутим, без обзира што је економија друштвена наука, математички језик, постао је доминантан у многим њеним сферама.

## Модел
Економски модел у овом случају се приказује помоћу математичког модела. За описивање његове структуре користе се једначине, добијене усвајањем одређеног скупа претпоставки, на основу којих се успоставља веза између различитих променљивих у једначинама. Тако се из претпоставки, применом математичких операција над једначинама изводе закључци.
За успостављање математичког модела користе се следећи термини:
- променљиве
- константе
- параметри
- једначине
- функције

### Променљиве
Променљива је нешто што може да мења вредност, због чега се увек приказује помоћу симбола, уместо бројних вредности. У економији, то обично могу бити цене, количина увоза, извоза итд. Оне променљиве чије вредности тражимо у једначинама, називају се ендогене. Осим њих, у моделу се могу наћи и променљиве које зависе од спољашњих услова, независно од самог модела, па се у том случају називају егзогене променљиве. 

### Константе
Променљиве се у оквиру једначина, најчешће појављују у комбинацији са фиксним или константним вредностима. Када се константе вредности директно везују уз променљиву, оне се називају коефицијентима и такође приказују помоћу симбола: најчешће латиничним (a, b, c) или грчким словима (α, β, γ), радије него бројним вредностима. Ове констате, представљене симболима у оквиру модела, могу да узимају било коју вредност, све док се не замене конкретним бројевима. Да би се назначио овакав њихов специјални статус, називају се параметарске константе или краће параметри.

### Једначине
Променљиве у моделу могу да стоје независно, међутим оне постају занимљиве само када су међусобно повезане у једначинма или такође, неједначинама. У економији се разликују три типа једначина: 
- једначине за дефинисање, у којима се између два алтернативна исказа истог значења поставља знак једнакости (=), а може се користити и знак идентичне једнакости (≡)
- једначине за описивање понашања, у којима се приказује како се једна промељнива мења у зависности од промена других променљивих
- једначине услова равнотеже, односно еквилибријума, користе се само у случају да је модел постигао равнотежу.

### Функције
Реалне функције су основни појам и централни објекат у свим математичким анализама. Функцијом се дефинише правило по коме се нека променљива x из подскупа (домена) реалних бројева D придружујуе један и само једна променљива из скупа реалних борјева R, што се означава на следећи начин:
{\displaystyle y=f(x),x\in D}
Функције се користе нпр. у представљању трошкова, прихода и добити.

#### Функција трошкова
У економски моделу укупни трошкови су главна променљива, док су остале променљиве фактори који на њу утичу. Укупни трошкови могу се поделити на две врсте:
- стални (фиксни) трошкови, који не зависе директно од процеса производње (амортизација, плате итд)
- променљиви (варијабилни) трошкови, који зависе од процеса производње и мењају се са њеним порастом или падом

Функција укупних трошкова (T) може да се представи на следећи начин:
{\displaystyle T(Q)=fT+vT(Q)}
где је:
{\displaystyle Q} — количина производња
{\displaystyle fT} — фиксни трошкови
{\displaystyle vT(Q)} — варијабилни трошкови пропорционални производњи.
Пошто фиксни трошкови не зависе од количине производње, а у случају да не постоји производња, неће бити трошкова који зависе од ње:
{\displaystyle Q=0,vT(0)=>T(0)=fT}

#### Просечни трошак
Просечни или унутрашњи трошак, је трошак производње једног производа. Добија се дељењем укупних трошкова са количином производње:
{\displaystyle {\overline {T(Q)}}={\frac {T(Q)}{Q}}}

#### Функција прихода
Приход (P) је једнак количини производа помноженој са ценом (p) производа. То значи да се приход представља у функцији цене:
{\displaystyle P(p)=Q\cdot p},
али с обзиром да се анализа трошкова рачуна у односу на производњу, у обзир се узима инверзна функција:
{\displaystyle P(Q)=Q\cdot p(Q)}

#### Функција добити
Добит је разлика између прихода и укупних трошкова:
{\displaystyle D(Q)=P(Q)-T(Q)}
За разлику од прихода и трошкова, добит може бити и негативна.

## Равнотежа
Равнотежа у економској анализи представља оно стање које не тежи променама, па се због тога њена анализа понекад такође назива и статичка анализа. Математичка економија за ово стање бира скуп међусобно повезаних унутрашњих променљивих, које се битно не мењају. Равнотежно стање може да буде пожељно нпр. у случају да се достиже у тренутку максималне добити, али може бити и непожељно, у случају нпр. високе незапослености. Једначинама равнотеже исказује се предуслов за њено успостављање. Најпознатије једначине равнотеже су једнакост количине понуде и потражње на тржишту, као и једнакост наменске штедње и наменских инвестиција у моделу националног дохотка.

### Пример линеарног тржишног модела
Први задатак код модела равнотежног стања је проналажење таквог скупа вредности ендогених променљивих, који ће задовољити услов равнотеже. Овај скуп вредности заправо дефинише стање равнотеже. Нпр. у случају изолованог тржишта са само једном врстом робе, могуће је дефинисати модел преко три променљиве:
{\displaystyle P} — цена робе;
{\displaystyle Q_{t}} — количина тражене робе изражене нпр. у килограмима по месецу
{\displaystyle Q_{p}} — количина понуђене или произведене робе изражене такође у килограмима по месецу
Услов равнотеже која се постиже само у случају да су понуда и потражња једнаки, изражава се једначином:
{\displaystyle Q_{p}=Q_{t}}
Ако се претпостави да се потражња може представити монотоно опадајућом линеарном функцијом, која зависи од цене:
{\displaystyle Q_{t}=a-bP} у којој су {\displaystyle (a,b>0)}
а понуђена или произведена количина робе монотоно растућом линеарном функцијом:
{\displaystyle Q_{p}=-c+dP} у којој су {\displaystyle (c,d>0)}
конструише се математички модел, систем од три једначине са три променљиве и четири параметарске константе. Њиховим решавањем долази се до јединстевног решења, које се налази у тачци пресека две функције, која представља уређени пар: цену ({\displaystyle {\overline {P}}}) и количину робе ({\displaystyle {\overline {Q}}}) у равнотежном стању, у заивисности од константи (a,b,c,d):
{\displaystyle ({\overline {P}};{\overline {Q}})=({\frac {a+c}{b+d}};{\frac {ad-bc}{b+d}})}, при чему је неопходно испунити услов {\displaystyle (ad-bc>0)}, да би се резултат за количину налазио на позитивном делу осе и имао смисла.
Осим линеарних, функције понашања понуде и потражње могу да буду квадратне или у општем случају полиномне једначинаме. Њихово решавање је далеко компликованије од просте замене променљивих из једне једначине у другу, укључујући у том случају и потребу за тражење графичког решења функције. Решење није увек обавезно могуће, а у случају да постоји, не мора бити јединствено, као у линеарном примеру.

### Општа тржишна равнотежа
На исти начин како је конструисан модел једног, могуће је решити и случај два или више различитих производа. У општем случају, разматра се n производа, сваки са својом ценом, понудом, потражњом, параметима и равнотежа ће бити успостављена само у случају да се испуне услови за сваки од n производа. Модел се представља помоћу 3n једначина, које могу бити знатно сложеније од парцијалног модела, које се уопштено представљају на следећи начин:
{\displaystyle Q_{pi}=Q_{pi}(P_{1},P_{2},...,P_{n})}
{\displaystyle Q_{ti}=Q_{ti}(P_{1},P_{2},...,P_{n})}
{\displaystyle Q_{pi}=Q_{ti}}
где је {\displaystyle (i=1,n)}
У колико постоји решење, добиће се n цена са којима се успосатвља равнотежа. Цене зависе од m параметара и њихов број не мора нужно да буде једнак броју производа n. 
{\displaystyle P_{i}=P_{i}(a_{1},a_{2},...,a_{m})}

### Модел националног дохотка
Равнотежа националног дохотка представљена помоћу грубог и једноставног Кејнесовог модела, састоји се од услова равнотеже, који каже да је укупан национални доходак једнак укупној потршњи:
{\displaystyle D=P+I_{0}+V_{0}}
Овај услов укључује ендогене променљиве:
{\displaystyle D} — национални доходак
{\displaystyle P} — национална потрошња
егзогене променљиве:
{\displaystyle I_{0}} — инвестиције
{\displaystyle V_{0}} — владина потрошња
и једначину понашања:
{\displaystyle P=a+bD}
са параметрима:
{\displaystyle a} — аутономна потрошња
{\displaystyle b} — гранична склоност потрошњи
Решавањем ових једначина добија се уређени пар за равнотежни национални доходак и равнотежну националну потрошњу:
{\displaystyle ({\overline {D}};{\overline {P}})=({\frac {a+I_{0}+V_{0}}{1-b}};{\frac {a+b(I_{0}+V_{0})}{1-b}})}
где је непоходно да се испуни услов да је {\displaystyle b<>1}, како би се избегло дељење са нулом. 
Сложенији модел националног дохотка укључује тржиште робе и новца.

### Међусекторски модел
Василије Леонтијев (рус. Василий Васильевич Лео́нтьев; 1906—1999), добитник Нобелове награде (1973), у својој статичкој улазно-излазној (енгл. input-output) анализи америчке привреде, објављеној 1941. године је претпоставио да се привредна активност може свести на n повезаних сектора. Помоћу статичке анализе, он је покушао да пронађе одговарајући ниво производње сваког производа, која би задовољила укупну потражњу за тим производом. Кренуо је од претпоставке да свака индустрија има само један хомогени производ и да се за његову производњу употребљава фиксни однос потрошње, те да је свака индустрија подређена константним приносима на опсег. Ове су претпоставке нереалне, али се индустрије, које имају нпр. више од једног производа, у теорији могу разматрати као посебне индустрије. Леонтијев је дошао до отворене и затворене форме модела. У затвореном моделу, компоненте потражње се третирају ендогено, па је у једном сектору потрошња производа из другог сектора директно пропорционална обиму производње тог сектора:
{\displaystyle Q_{ij}=a_{ij}Q_{j}}
где је:
{\displaystyle Q_{ij}} — потрошња производа из сектора i у сектору j
{\displaystyle Q_{j}} — производња сектора j
{\displaystyle a_{ij}} — технички коефицијент утрошка, односно коефицијент пропорционалности, константна вредност, одређена технолошким факторима
Код отвореног модела, који је нашао ширу примену, компоненте финалне потражње по секторима су дате егзогено, па је потрошња производа једног сектора једнака збиру испорука у свим осталим секторима и егзогено датих испорука за финалну потражњу (потражња која није утрошак ни за једну индустрију).
{\displaystyle Q_{i}=a_{i1}Q_{1}+a_{i2}Q_{2}+....a_{in}Q_{n}+P_{i},(i=1,...,n)}
где је 
{\displaystyle P_{i}} — езгогена испорука производа за сектор i
Модел се једноставније приказује у матричном облику:
{\displaystyle Q=AQ+P}
где је:
{\displaystyle Q} — вектор колона производње димензије n
{\displaystyle A} — квадратна матрица техничких коефицијаната димензија (n x n)
{\displaystyle P} — вектор колона финалне тражње димензије n
Производ матрице А и вектора Q је вектор колона димензије n, која показује апсолутни обим испорука сектора i сектору j, који одговара датој технологији и датом обиму производње у сектору ј.
Решавањем ове матричне једначине за компликоне систем добија се производња у сваком сектору, која је потребна да би се подмирила егзогено одређена тражња:
{\displaystyle Q=(I-A)^{-1}P}
где је:
{\displaystyle (I-A)^{-1}} матрица секторских мултипликатора димензија (n x n), који показују колико је, директно и индиректно, потребно производа сектора i по јединици производње у сектору ј да би се обезбедио дати вектор финалне потрошње. Налажње инверзне матрице може бити веома дугачко и мучно, чак и уз употребу рачунара, због чега се користе приближне методе за њихово налажење, при чему се матрица мултипликатора може исказати у следећем облику:
{\displaystyle (I-A)^{-1}=(I+A+A_{2}+A_{3}+....)}
где елементи матрице А показују директну зависност између сектора, док елементи осталих матрица (А2, А3, ...) показују индиректне везе између сектора.
У каснијем периоду Леонтијев је поставио темеље и објавио (1953) динамички међусекторски модел:
{\displaystyle Q_{t}=AQ_{t}+B(Q_{t+1}-Q_{t})+(1+r)^{t}P_{0}}
где је:
{\displaystyle A} — квадратна матрица техничких коефицијанта реда (n x n)
{\displaystyle P_{0}} — вектор колона почетног ниво агрегатне тражње реда n
{\displaystyle r} — егзогено одређена константна стопа раста агрегатне тражње
{\displaystyle B} — квадратна матрица маргиналних капиталних коефицијената реда (n x n). Елементи ове матрице показују вредност инвестиционих добара, коју сектор i треба да испоручи сектору ј да би се генерисао одређени прираст производње у сектору ј:
{\displaystyle b_{ij}={\frac {I_{ijt}}{Q_{jt+1}+Q_{jt}}}}
Осим што је поставио теоријску основу улазно-излазне анализе, Леонтијев је саставио прве табеле за америчку привреду, а затим и активно сарађивао на њиховој изради заједно са Бироом за статистику рада. Његова методолошка решења су коришћена у програму редовних статистичких истраживања државних институција.
Предност улазно-излазне методе састоји се у свеобухватности података, који пружају могућност анализе директних и индиректних ефеката промена у једном сектору на друге секторе привреде, а мана методе је то што претпоставка о константној стопи приноса и фиксним техничким коефицијентима не одговара стварности, нити сваки сектор производи само једну врсту производа, нити су сви производи у једном сектору идентични. Осим тога, због комплексности табела потребно је извесно време за њихову израду, тако да постији временски помак између тренутка прикупљања података и њиховог објављивања, што ограничава примену модела у пракси. Због тога се табле раде само у одређеним вишегодишњим размацима или спорадично. У циљу превазилажења овог проблема, развијене су различите нумеричке методе, којима се на основу ограниченог скупа података ажурира целокупна табела. Код динамичких табела, постоји још већи проблем око прикупљања података, па се за њихову израду користе поједностављени модели, због чега такви још више одступају од реалног привредног механизма.
Након вишегодишњег застоја, поново су актуелизовани модели светске привреде са улазно-излазном анализом, како при моделовању специфичних појава, тако и за проверу консистентности других модела на нивоу сектора. Најновија база података ОЕЦД садржи улазно излазне табеле за 28 земаља чланица. Примене улазно-излазне анализе обухватају процену ефеката стварања зоне слободне трговине између САД и Аустралије, као и процену ефеката НАФТА споразума о спољној трговини (енгл. North American Free Trade Agreement). Током последњих година врло је интензивна и њена примена на моделирање еколошких токова.
Улазно-излазна анализа је по свом објављивању врло брзо била прихваћена и у бившим социјалистичким земљама, за различите сврхе: анализу спољне трговине, кретање система цена, утицај технолошких промена, екологије у тржишним привредама, односно за планирање, због чега је касније преовладало мишљење да је оваква анализа неадекватна. Бивша Југославија припадала је групи земаља које су прве израдиле улазно-излазну табелу. Прва експериментална табела објављена је 1957. године, са подацима за 1955. Од почетка, 60-их година израда табела са двогодишњом периодиком, укључена је у редован програм статистичких истраживања, а повремено су рађене и на нивоу република. Последња редовна улазно-излазна табела за Србију односи се на 1987. годину. С обзиром на интензитет структурних промена, ове су табеле на нашим просторима постале потпуно неупотребљиве за анализу функционисања савремене привреде на почетку 21. века.

## Компаративна статичка анализа
Упоредна или компаративна статика се бави упоређивањем различитих статичких стања. Променом вредности почетних параметара и егзогених променљивих, из почетне равнотеже, ако је могуће долази се у неко ново равнотежно стање. Компаративна анализа по природи може бити квалитативна, у колико се само разматра смер промена ендогених променљивих (њихово повећање или смањење) или квантитативна, када се разматрају и величине промена, због чега квантитативна у себи увек садржи и квалитативну анализу. У компаративној анализи, главни појмови су: стопа промене равнотежних стања и деривација, која у математичком смислу обухвата диференцијални рачун.

### Коефицијент разлика
Ако се промена (варијација) неке промељниве {\displaystyle y} посматра у зависности од неке друге променљиве {\displaystyle x}:
{\displaystyle y=f(x)}
када се нека променљивла {\displaystyle x} промени од почетне вредности {\displaystyle x_{0}} до вредности {\displaystyle x_{1}}, онда се њена промена означава поможу израза 
{\displaystyle \Delta {x}=x_{1}-x_{0}}
Односно:
{\displaystyle x_{1}=\Delta {x}+x_{0}}
промена промељниве {\displaystyle y} рачуна за дате вредности променљиве {\displaystyle x}, 
{\displaystyle \Delta {y}=f(x_{1})-f(x_{0})}
онда се односом:
{\displaystyle {\frac {\Delta {y}}{\Delta {x}}}={\frac {f(\Delta {x}+x_{0})-f(x_{0})}{\Delta {x}}}}
мери просечна стопа промене променљиве {\displaystyle y} функцији од {\displaystyle x_{0}} и {\displaystyle \Delta {x}} 
Коефицијент разлике елиминише употребу мерних једиица и показује одступања у облику неименованог броја, најчешће у процентима. Користи се у случајевима када су променљиве изражене у различитим јединицама мере.

## Критика математичкој економији
Један број стручњака из области економије сматра да је претварање економске у техничку науку, која тежи ка математичкој формализацији, где се у обзир узимају искључиво математички мерљиви параметари, последица владавине неолиберализма, идеологије која се залаже за слободно тржиште, идивидуализам и приватну својину. Они критички гледају на тежњу да се економија претвори у универзалну науку, без било каквих географских и историјских специфичности, као што се то може учинити са математиком и физиком, чије су законитости једнако применљиве свуда у свету. За своје тврдње наводе примере да су већина данас економски најбогатијих држава, истовремено и највећи поборници слободног тржишта, какво се сада „натура“ и свим другим државама, у свом настанку имале сасвим другачији приступ. Наиме, већина данас развијених држава су у свом настанку, да би заштитиле сопствене националне интересе, уводиле потпуно супротне економске мере, од оних за које се данас залажу, као што су царине, државне субвенције и рестрикције у трговини с иностранством. Наводећи примере из прошлости, они су дошли до закључка да свака држава има своје специфичности и да се економска анализа за сваку појединачно не може свести само на општеважеће математичке законитости. Осим тога, они истичу да се данашњи економисти срећу и са другим проблемима, везаним за неолиберализам и математички приступ анализе, као што је уска специјализованост стручњака, која онемогућава сагледавање економских процеса, предвиђање или проналажење одговарајућег решења. Такође, сматрају да ће тенденције стручњака из области економије, које потенцирају математички приступ, временом морати да се промене, с обзиром да су резултати њихових досадашњих анализа довели до катастрофалних последица у економијама појединих држава и значајно допринели економској кризи на глобалном нивоу.

## Економетрија
Математичку економију треба разликовати од економетрије, која се бави мерењем економских података, док математичка економија пружа алатку за њихову анализу. Математичка економија и економетрија су подједнако битне у теорији одлучивања. Међутим, док се математичка економија формализује економске моделе, које економска теорија претпоставља, економетрија примењује статистичке методе на стварне податке да би оценила моделе које економска теорија претпоставља.